# Aubigny-sur-Nère
Aubigny-sur-Nère település Franciaországban, Cher megyében. Lakosainak száma 5464 fő (2022. január 1.). Aubigny-sur-Nère Argent-sur-Sauldre, Blancafort, Ennordres, Oizon és Sainte-Montaine községekkel határos.

## Népesség
A település népességének változása:
| Lakosok száma | 5242 | 5600 | 5803 | 5775 | 5582 | 5539 | 5488 | 5502 | 5499 | 5464 |
|               | 1968 | 1982 | 1990 | 2006 | 2013 | 2015 | 2017 | 2019 | 2020 | 2022 |